# Jeff Beliveau
Pour les articles homonymes, voir Beliveau.
Jeffrey Ryan Beliveau (né le 17 janvier 1987 à Providence, Rhode Island, États-Unis) est un lanceur de relève gaucher évoluant dans la Ligue majeure de baseball de 2012 à 2018.

## Carrière
Jeff Beliveau s'aligne avec les Owls, l'équipe de baseball de l'université Florida Atlantic. Il est repêché en 18e ronde par les Cubs de Chicago en 2008. 
En 2011, il joue avec l'Équipe des États-Unis de baseball à la Coupe du monde. Championne en titre, l'équipe américaine se contente d'une 4e place dans cette compétition. La même année, il remporte une médaille d'argent en baseball aux Jeux panaméricains à Guadalajara.
Beliveau fait ses débuts dans le baseball majeur avec les Cubs de Chicago le 22 juillet 2012 par une présence en relève face aux Cardinals de Saint-Louis. Le 16 septembre, il remporte sa première victoire dans les majeures lors d'une sortie contre les Pirates de Pittsburgh. Il lance 17 manches et deux tiers en 22 parties pour Chicago, enregistre 17 retraits sur des prises, remporte une victoire contre aucune défaite et sa moyenne de points mérités s'élève à 4,58.
Les Cubs le laissent filer au ballottage le 21 décembre 2012 lorsqu'il est réclamé par les Rangers du Texas. Son contrat est racheté par les Rays de Tampa Bay le 16 avril 2013, sans qu'il ait joué pour les Rangers. Beliveau apparaît dans un seul match des Rays en 2013.
Il maintient une moyenne de points mérités de 2,63 en 24 manches lancées en relève lors de 30 sorties pour les Rays en 2014. En novembre 2014, il est de la délégation des Ligues majeures qui affronte Samurai Japan dans les Japan All-Star Series mais quitte peu après être entré en jeu dans le 3e match, souffrant de douleurs au muscle grand dorsal. Il ne lance que deux manches et deux tiers pour Tampa Bay en 2015.
Hors des majeures en 2016, Beliveau y revient en 2017 avec les Blue Jays de Toronto.